# Підводний спорт
Підводний спорт — сукупність спортивних дисциплін, пов'язаних з перебуванням спортсмена частково або повністю під поверхнею води.

## Офіційні спортивні федерації
Міжнародною федерацією підводного спорту є Всесвітня Конфедерація Підводної Діяльності (CMAS), створена в 1959 році. CMAS має повноваження приймати, розвивати, змінювати і закривати дисципліни підводного спорту. Офіційні міжнародні змагання можуть проводитися тільки під егідою CMAS. CMAS визнаний Міжнародним Олімпійським комітетом, але підводний спорт в даний час не входить в програму Олімпійських ігор .

## Історія
Підводний спорт зародився в 20-х роках XX століття, коли у зв'язку з винаходом підводних ласт і маски стали активно розвиватися підводне полювання і пірнання з затримкою дихання (апное). З винаходом акваланга інтерес до підводного світу у всіх країнах почав зростати, що викликало новий виток у розвитку підводного спорту і появи нових дисциплін. В СРСР підводний спорт активно розвивався під егідою ДТСААФ. В 1959 році в СРСР за рішенням уряду була створена Федерація підводного спорту (ФПС), щоб представити радянський підводний спорт на міжнародній арені. У 1965 році ФПС СРСР була прийнята в члени CMAS. Радянські спортсмени успішно виступали на міжнародних змаганнях і дуже швидко вибилися в лідери. СРСР вдавалося утримувати пальму першості аж до середини 80-х років XX століття.

## Дисципліни підводного спорту

### Акватлон
Акватлон (підводна боротьба) — дисципліна підводного спорту. Акватлон являє собою змагання двох спортсменів, які здійснюють короткі сутички у воді і під водою на затримці дихання, прагнучи заволодіти стрічкою, закріпленої на щиколотці суперника. Поєдинок ведеться на рингу 5×5 м, позначеного маркерами на поверхні води, і складається з трьох раундів тривалістю по 30 секунд з перервами між раундами не менше 1,5 хвилин. Спорядження учасників: купальний костюм, маска для підводного плавання, ласти, 2 чохли на щиколотках, 2 ткані стрічки, що прикріплюються до манжетів.

### Підводне швидкісне плавання
Підводне швидкісне плавання, або апное — низка дисциплін підводного спорту, що вимагають подолання дистанції спортсменом із затримкою дихання (динамічне апное). За правилами, прийнятим в CMAS, змагання по динамічному апное проводяться за такими програмами:
- Підводне швидкісне плавання у ластах (басейн) — потрібно подолати із затримкою дихання максимальну відстань у довжину.
- Підводне швидкісне плавання без ласт (басейн) — потрібно подолати із затримкою дихання максимальну відстань у довжину.
- Підводне швидкісне плавання в ластах (змагання на відкритій акваторії) (Jump Blue) — потрібно подолати максимальну відстань по траєкторії вздовж граней куба зі стороною 15х15 метрів.

Спорядження спортсменів: моноласта (для динамічного апное), маска, гідрокостюм (плавальний костюм).

### Пірнання
Пірнання — дисципліна підводного спорту, що проводиться в басейні. Змагання проводяться за двома програмами: «дайвінг — комбіноване плавання 300 метрів» і «дайвінг — смуга перешкод 100 метрів».
«Пірнання — комбіноване плавання 300 метрів». Завдання спортсмена — пройти дистанцію за максимально короткий час, частину дистанції потрібно пройти під водою з використанням базового автономного дихального апарату, частину — по поверхні, використовуючи дихальну трубку. Спорядження — базовий комплект спорядження для дайвінгу.
«Пірнання — смуга перешкод 100 метрів». Завдання спортсмена — пройти дистанцію за максимально короткий час, виконуючи при цьому певні вправи, що представляють собою демонстрацію базових навичок дайвера-пірнальника (знімання-одягання маски, дихання з альтернативного джерела з партнером, знімання-одягання комплекту спорядження) і долаючи спеціальні перешкоди. Оцінюється час проходження дистанції і чистота виконання вправ і подолання перешкод.

### Орієнтування
Орієнтування — дисципліни підводного спорту, що проводяться на відкритих водоймах спортсменом або групою спортсменів. Для підводного орієнтування застосовується автономний дихальний апарат на стислому повітрі, магнітний компас, лаг (лічильник відстані) і глибиномір. Завдання спортсмена — пройти спеціально позначену дистанцію за компасом з максимальною точністю і за найменший час при видимості під водою на глибині до 3-х метрів.

### Плавання в ластах
Плавання в ластах — ряд дисциплін підводного спорту. Завдання спортсмена полягає в подоланні дистанції по/під поверхнею води за допомогою мускульної сили без застосування будь-яких механізмів. Спорядження спортсмена: плавальний костюм, маска, біласти або моноласта. Мета змагань — подолання різних по довжині дистанцій за найменший час. У цій групі дисциплін існує дуже велика кількість змагальних дистанцій, ряд яких проходить з використанням автономного дихального апарату.

### Підводне полювання (підводна риболовля)
Підводне полювання — аматорський спосіб лову риби такими індивідуальними (не масовими) знаряддями, як руки, гарпуни, підводні пістолети і рушниці, що включає в себе пошук і виявлення, або принаджування, і подальший лов риби, коли і мисливець, і риба вільно переміщуються у водному середовищі.
Змагання з підводного полювання на риб — дисципліна підводного спорту, що проводиться на відкритих водоймах. Завдання спортсмена — добути певні види риби дозволеного розміру, пірнаючи із затримкою дихання і використовуючи для добування спеціальну підводну рушницю або арбалет. Використання дихальних апаратів не допускається. Мета — добуття максимальної кількості певних видів риб за обмежений проміжок часу на заданій ділянці акваторії.

### Підводна фотозйомка
Підводна фотозйомка — дисципліна підводного спорту, що проводиться у відкритих водоймах . Завдання спортсменів — за обмежений час і маючи обмежену кількість кадрів виконати найбільш вдалу з художньої точки зору фотографію. Спорядження — цифровий фотоапарат, базовий комплект спорядження дайвера. Змагання проводяться у категоріях:
- Макрозйомка
- Широкий кут
- Зйомка риб

### Регбі
Регбі — дисципліна підводного спорту. Змагання проводяться під водою в басейні за участі двох команд спортсменів, кожна з яких складається з 12 гравців, екіпірованих ластами, масками і трубками. Мета змагання — забити м'яч у кошик суперника, розташований на дні басейну. Розміри ігрового поля 10-12 метрів в ширину, 15-18 метрів в довжину, глибина варіюється від 3,5 до 5 метрів.

### Спортивна підводна стрільба
Спортивна підводна стрільба — ряд дисциплін підводного спорту, що проводяться в басейні. Завдання спортсмена — затримуючи дихання пірнути, в ході чого з певної відстані зробити постріл по мішені з підводної рушниці. Оцінюються точність пострілу, чистота виходу на рубіж і швидкість виконання.
Спортивна підводна стрільба була виключена зі списку офіційних дисциплін CMAS в 2004 році і знову включена в 2013 році.

### Хокей
Підводний хокей — дисципліна підводного спорту. У ході змагання (ігри) змагаються дві команди спортсменів, кожна з яких складається з 6 гравців, екіпірованих ластами, масками, трубками і ключками. Мета гри — забити шайбу, проштовхуючи її по дну басейну до воріт противника.